# Bombardeo de Scarborough, Hartlepool y Whitby
El bombardeo de Scarborough, Hartlepool y Whitby del 16 de diciembre de 1914 fue una incursión nocturna y posterior ataque de la Armada Imperial alemana contra los puertos británicos de Scarborough, Hartlepool, West Hartlepool y Whitby. Los bombardeos causaron cientos de víctimas civiles y provocaron la indignación pública en el Reino Unido contra la Armada alemana por el asalto y contra la Marina Real británica por no haber hecho lo suficiente para evitarlo.

## Trasfondo
La Flota de Alta Mar alemana buscaba oportunidades para separar pequeñas secciones de la Gran Flota de la Marina Real británica con el fin de aislarlas, atraparlas y destruirlas. Una incursión en Yarmouth había dado pocos resultados, pero demostró el potencial para una rápida incursión en aguas británicas. El 16 de noviembre, el contralmirante Franz von Hipper, comandante de la escuadra de cruceros de batalla alemanes, convenció a su superior, el almirante Friedrich von Ingenohl, para que solicitara al Káiser permiso para realizar otra incursión. El submarino U-17 fue enviado a reconocer las defensas costeras cerca de Scarborough y Hartlepool. El capitán informó de escasas defensas costeras, ausencia de minas a menos de 12 millas (10 millas náuticas) de la costa y un flujo constante de barcos.
También se creía que dos cruceros de batalla británicos —que serían los buques rápidos enviados primero a investigar cualquier ataque— habían sido enviados a Sudamérica y habían participado en la Batalla de las Islas Malvinas. Hipper comandaba los cruceros de batalla SMS Seydlitz, Von der Tann, Moltke y Derfflinger, el crucero acorazado SMS Blücher, los cruceros ligeros SMS Strassburg, Graudenz, Kolberg y Stralsund, y 18 destructores. Ingenohl condujo los 85 buques de la Flota de Alta Mar a una posición justo al este del Banco Dogger, donde podrían prestar asistencia si los buques de Hipper eran atacados por fuerzas mayores, pero aún se encontraban cerca de Alemania por seguridad, según órdenes del Káiser.

### Inteligencia británica
La Flota de Alta Mar era superada en número por la Gran Flota y, por fuerza, evitó un enfrentamiento directo. La Gran Flota debía patrullar continuamente amplias zonas, mientras que los buques de la Flota de Alta Mar podían permanecer en puerto, sirviendo como flota de disuasión. La táctica alemana consistía en elegir cuándo concentrar sus buques y los británicos siempre estarían dispersos, obteniendo ventajas puntuales. Varios meses después de la declaración de guerra en agosto de 1914, el desgaste de los buques británicos llegó a tal punto que las reparaciones eran inaplazables, y varios buques fueron retirados de la Gran Flota. Tres cruceros de batalla habían sido enviados a Sudamérica y el flamante superdreadnought HMS Audacious se había hundido al impactar con una mina; el HMS Thunderer, otro superdreadnought, estaba en reparación. Los buques alemanes utilizaban tres códigos principales, para los cuales se les entregaban libros de códigos; la Entente había obtenido copias de buques hundidos o capturados, sin que los alemanes lo supieran. Los descifradores de códigos británicos de la habitación 40 del Almirantazgo podían descifrar los mensajes alemanes a las pocas horas de recibirlos. Se había recopilado suficiente información en la tarde del 14 de diciembre para saber que el escuadrón de cruceros de batalla alemanes abandonaría el puerto en breve, pero eso no implicaba necesariamente que toda la Flota de Alta Mar pudiera estar involucrada.

## Preludio
El almirante John Jellicoe, al mando de la Gran Flota en Scapa Flow, recibió la orden de enviar al 1.er Escuadrón de Cruceros de Batalla (Vice-Admiral David Beatty), con el HMS Lion, Queen Mary, Tiger y el New Zealand, junto con el 2.º Escuadrón de Batalla (Vice-Admiral Sir George Warrender) que comprendía los acorazados modernos HMS King George V, Ajax, Centurion, Orion, Monarch y Conqueror, con el 1.er Escuadrón de Cruceros Ligeros (comodoro William Goodenough) al mando del HMS Southampton, Birmingham, Falmouth y Nottingham. El comodoro Reginald Tyrwhitt en Harwich recibió la orden de hacerse a la mar con sus cruceros ligeros, el HMS Aurora y el Undaunted y 42 destructores. El comodoro Roger Keyes recibió la orden de enviar ocho submarinos y sus dos destructores de mando, el HMS Lurcher y el Firedrake, a estacionarse frente a la isla de Terschelling para interceptar a los buques alemanes si giraban hacia el oeste, adentrándose en el Canal de la Mancha. Jellicoe protestó que, si bien dicha fuerza debería ser suficiente para enfrentarse a Hipper, no podría competir con la Flota de Alta Mar. El 3.er Escuadrón de Cruceros (Rear-Admiral William Pakenham) de Rosyth, junto con los cruceros acorazados HMS Devonshire, Antrim, Argyll y Roxburgh, se unió a la fuerza. Jellicoe eligió el punto de concentración de esta flota, a 25 millas (21,7 nmi) al sureste del Banco Dogger. La intención era permitir la incursión y luego emboscar a los buques alemanes a su regreso.

## La incursión

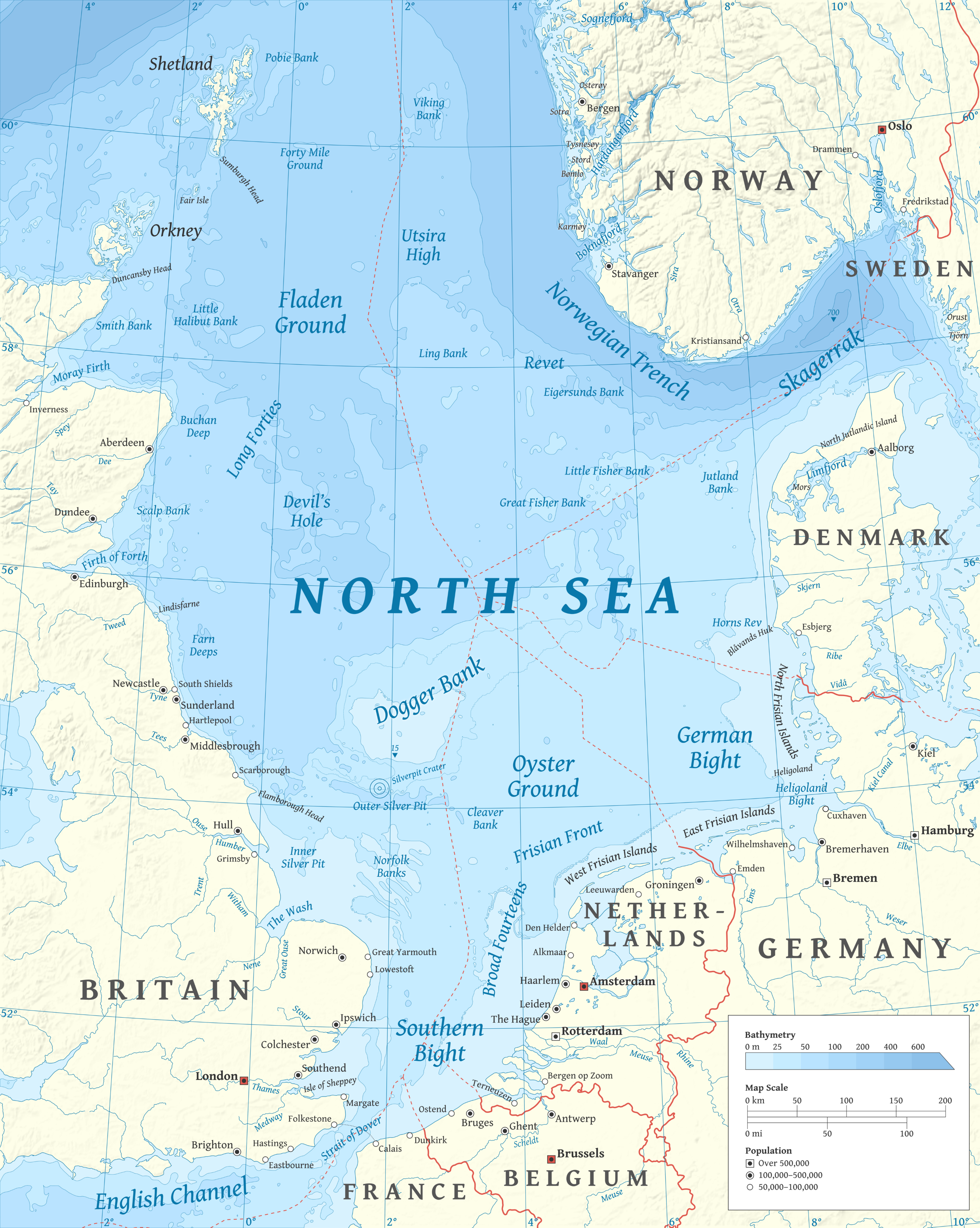
Mar del Norte, teatro de operaciones durante el ataque y posterior repligue de las fuerzas.

El almirante Hipper zarpó de la bahía de Jade a las 3:00 del 15 de diciembre. Durante la noche siguiente, el SMS S33, uno de los buques torpederos que lo escoltaban, se separó y rompió el silencio de la radio para preguntar por la dirección. Esto corría el riesgo de delatar la presencia de los barcos, por lo que se le ordenó al destructor guardar silencio. Aún perdido, se dirigió a casa, pero durante el camino avistó cuatro destructores británicos, de los cuales informó por radio. Hipper también notó tráfico de radio de buques británicos, lo que generó la preocupación de que los británicos pudieran estar al tanto de algo. Lo atribuyó al posible espionaje de los barcos de arrastre que se encontraron durante el día. El deterioro del tiempo también estaba causando problemas. A las 6:35 del 16 de diciembre, se ordenó a los destructores y tres cruceros ligeros regresar a Alemania. El Kolberg permaneció, ya que tenía 100 minas que colocar.
Los barcos restantes quedaron divididos en dos: el Seydlitz, el Blücher y el Moltke, avanzaron hacia Hartlepool, mientras que el Derfflinger, el Von der Tann y el Kolberg se aproximaban a Scarborough. A las 08:15, el Kolberg comenzó a sembrar minas frente al cabo Flamborough, en una línea que se extendía 16 kilómetros (8,6 nmi) mar adentro. A las 08:00, el Derfflinger y el Von der Tann comenzaron a bombardear la ciudad. El castillo de Scarborough, el prestigioso Grand Hotel, tres iglesias y otras propiedades fueron alcanzados. Los civiles colapsaron en la estación de tren y las carreteras que conducían a las afueras de la ciudad. A las 09:30, los dos cruceros de batalla cesaron el fuego y se dirigieron a la cercana Whitby, donde un puesto de guardacostas fue bombardeado, alcanzando incidentalmente la abadía de Whitby y otros edificios de la ciudad. El objetivo alemán era destruir el puesto de señales del extremo del cabo  Flamborough. La abadía sufrió daños considerables durante el ataque, que duró diez minutos.
Hartlepool era un objetivo más importante que la ciudad turística de Scarborough. El puerto contaba con amplios muelles y fábricas, y estaba defendido por tres cañones navales de 6" en el paseo marítimo. Dos de ellos se encontraban en Heugh Battery y uno en Lighthouse Battery. Los cañones estaban a cargo de 11 oficiales y 155 hombres locales de la Fuerza Voluntaria de Artillería de Durham. Las dotaciones de los cañones fueron advertidas a las 4:30 de la posibilidad de un ataque y se les proporcionó munición real. A las 7:46, recibieron la noticia del avistamiento de grandes buques y a las 8:10, comenzó el bombardeo de la ciudad. No se había dado ninguna advertencia a las patrullas navales permanentes en la zona, y el mal tiempo justo antes del ataque propició que solo cuatro destructores estuvieran de patrulla, mientras que dos cruceros ligeros y un submarino permanecían en el puerto de Hartlepool. Los destructores HMS Doon, Test, Waveney y HMS Moy estaban de patrulla cuando el Doon avistó la aproximación de tres grandes buques a las 7:45, que abrieron fuego poco después. Las únicas armas que llevaban los destructores capaces de dañar grandes buques eran torpedos; como los barcos estaban fuera del alcance de los torpedos, los destructores se alejaron, excepto el Doon, que se acercó a 5000 yardas (2,5 nmi; 4,6 km), disparó un torpedo que falló y también se alejó.
Las baterías costeras permanecieron confundidas con los barcos que se acercaban hasta que comenzaron a caer proyectiles. Los barcos alemanes se encontraban a tan corta distancia que las espoletas de los proyectiles no tuvieron tiempo de activarse y muchos no explotaron o rebotaron en la ciudad, ya que se desplazaban horizontalmente en lugar de descender. Dos cañones costeros dispararon contra el buque líder, mientras que el tercero disparó contra el último, más pequeño. Los artilleros se vieron obstaculizados por una nube de humo y polvo que se elevaba a su alrededor, lo que afectaba la visibilidad. Descubrieron que sus proyectiles no tenían efecto sobre los costados blindados de los barcos, por lo que apuntaron a los mástiles y la jarcia. La precisión del tercer cañón fue suficiente para obligar al Blücher a desplazarse detrás del faro para evitar más impactos. Dos de sus cañones de 150 milímetros (5,9 plg) quedaron inutilizados; el puente y un cañón de 210 milímetros (8,3 plg) resultaron dañados.
En el puerto, el capitán Alan Bruce, del crucero de reconocimiento HMS Patrol, intentó hacerse a la mar, pero el buque fue alcanzado por dos proyectiles de 210 mm, lo que obligó a Bruce a varar su nave. El segundo crucero de reconocimiento, el HMS Forward, no tenía vapor en sus calderas y no podía navegar. El submarino HMS C9 siguió al Patrol mar adentro, pero tuvo que sumergirse cuando los proyectiles comenzaron a caer a su alrededor, y a las 08:50, los barcos alemanes se marcharon. Los barcos ya habían partido cuando el Patrol se alejó del puerto; el comodoro Roger Keyes comentó posteriormente que un objetivo de tres cruceros estacionarios era exactamente lo que el submarino pretendía atacar.

### Encuentro con laHochseeflotte
Los acorazados y cruceros comandados por Warrender zarparon de Scapa Flow a las 5:30 del 15 de diciembre. El mal tiempo impidió que llevara destructores, pero Beatty trajo siete que partieron de Cromarty sobre las 6:00, junto con la escuadra de cruceros de batalla. Ambas fuerzas se reunieron a las 11:00 cerca del fiordo Moray. Como almirante principal, Warrender comandaba la fuerza, que navegó hacia su posición de emboscada en el Banco Dogger. A las 5:15 del 16 de diciembre, el destructor HMS Lynx avistó un buque enemigo (el torpedero SMS V155). La escuadra de destructores fue a investigar y se inició un combate con una fuerza de destructores y cruceros alemanes; el Lynx fue alcanzado, dañando una hélice. El HMS Ambuscade estaba haciendo agua y tuvo que virar. El HMS Hardy fue atacado intensamente por el crucero SMS Hamburg, sufriendo graves daños e incendiándose, pero logró disparar un torpedo. La noticia de un ataque con torpedos llegó a Ingenohl, cuyos destructores de la periferia fueron los que participaron en el combate. El combate se interrumpió tras un par de horas en la oscuridad, pero a las 6:03 de la mañana siguiente, uno de los cuatro destructores aún en condiciones de combate, el HMS Shark, volvió a entrar en contacto con cinco destructores enemigos y los destructores británicos atacaron. Los buques alemanes se retiraron, informando a Ingenohl de otro contacto con una fuerza enemiga.
Ingenohl ya se había excedido en el cumplimiento de las órdenes del Káiser al involucrar a la flota principal alemana en la operación, sin informarle. A las 05:30, consciente de las órdenes de no poner en peligro la flota y temiendo encontrarse con la vanguardia de la Gran Flota, cambió de rumbo hacia Alemania. De haber continuado, en breve habría enfrentado a los cuatro cruceros de batalla y seis acorazados británicos con su fuerza, mucho mayor, que incluía 22 acorazados. Esta era la oportunidad que la estrategia alemana buscaba para igualar las probabilidades; los diez buques capitales británicos habrían sido superados en número y armamento; su pérdida habría acabado con la ventaja numérica británica. Churchill posteriormente defendió la situación, argumentando que los buques británicos eran más rápidos y podrían haber dado media vuelta y haber huido. Otros, como Jellicoe, creían que existía el riesgo de que un almirante como Beatty insistiera en enfrentar al enemigo una vez establecido el contacto. El almirante Alfred von Tirpitz comentó: "Ingenohl tenía el destino de Alemania en sus manos".
A las 06:50, el Shark y los destructores avistaron al crucero SMS Roon con su escolta de destructores. El capitán Loftus Jones informó de su avistamiento a las 07:25. La señal fue recibida por Warrender y también por el escuadrón neozelandés de Beatty, pero la información no fue transmitida a Beatty. A las 07:40, Jones, al intentar acercarse al Roon para disparar torpedos, descubrió que lo acompañaban otros dos cruceros y se vio obligado a retirarse a toda velocidad. Los buques alemanes lo persiguieron, pero no pudieron mantener el ritmo y regresaron poco después a su flota. Warrender cambió de rumbo hacia la posición indicada por el Shark, esperando que Beatty hiciera lo mismo. A las 07:36, intentó confirmar que Beatty había cambiado de rumbo, pero no obtuvo respuesta. A las 07:55, logró establecer contacto y Beatty envió al New Zealand, su buque más cercano, seguido de los tres cruceros ligeros, separados por 2 millas (1,7 nmi; 3,2 km) para maximizar sus posibilidades de avistar al enemigo, seguidos por los cruceros de batalla restantes. A las 08:42, Warrender y Beatty interceptaron un mensaje del Patrol en Scarborough informando que estaba siendo atacado por dos cruceros de batalla. La persecución del Roon, que podría haber provocado un encuentro con la flota alemana principal, fue abandonada y la escuadra británica viró al norte para interceptar a Hipper.

### El retorno de Hipper
A las 09:30 del 16 de diciembre, los barcos de Hipper se reagruparon y pusieron rumbo a casa a máxima velocidad. Sus destructores se encontraban a unas 50 millas (43 millas náuticas) por delante, aún navegando lentamente con mal tiempo. Al preguntar por la ubicación de la Flota de Alta Mar, descubrió que había regresado a casa y que sus destructores habían avistado buques británicos. Se le solicitó a Jellicoe que se dirigiera al sur con la Gran Flota, que esperaba en Scapa Flow. Se ordenó a Tyrwhitt unirse a Warrender con su flotilla de destructores, pero el mal tiempo lo impidió. En su lugar, se unió a la persecución con sus cuatro cruceros ligeros. Los submarinos de Keyes debían entrar en la bahía de Heligoland para interceptar los barcos que regresaban a Alemania. Warrender y Beatty se mantuvieron separados para evitar las aguas poco profundas sobre el Banco Dogger y para cortar las rutas que Hipper pudiera tomar para evitar los campos minados frente a la costa de Yorkshire. Los cruceros ligeros de Beatty entraron en los canales minados para buscar.
A las 11:25, el crucero ligero Southampton avistó buques alemanes por delante. El tiempo, que había comenzado despejado con buena visibilidad, empeoró de nuevo. El Southampton informó que estaba enfrentándose a un crucero alemán acompañado de destructores, y el Birmingham acudió a prestar ayuda. El Goodenough avistó dos cruceros más, el Strassburg y el Graudenz, pero no los reportó. Los dos cruceros ligeros británicos restantes se alejaron para prestar ayuda, pero Beatty, al no estar informado de la presencia de una fuerza mayor, llamó a uno de ellos. Debido a una señal confusa, el primer crucero malinterpretó el mensaje del reflector, lo transmitió a los demás y los cuatro se desvincularon y regresaron hacia Beatty. Si Beatty hubiera apreciado la cantidad de buques alemanes, es probable que hubiera avanzado con todos sus barcos, en lugar de llamar al único crucero para proteger a sus cruceros de batalla. La mayor fuerza sugería que los seguirían buques alemanes más grandes. Los buques habían desaparecido, pero se dirigían al extremo opuesto del campo minado, donde esperaba Warrender. A las 12:15, los cruceros y destructores alemanes abandonaron el límite sur del campo minado y avistaron acorazados más adelante. El Stralsund emitió la señal de reconocimiento que se le había enviado poco antes al encontrarse con Southampton, ganando algo de tiempo. La visibilidad era escasa debido a la lluvia y no todos los acorazados británicos habían avistado al enemigo. El capitán del Orion, Frederick Dreyer, apuntó sus cañones al Stralsund y solicitó permiso a su superior, el contralmirante Sir Robert Arbuthnot, quien se negó hasta que Warrender se lo concedió. Warrender también vio los barcos y ordenó a Pakenham que los persiguiera con los cuatro cruceros blindados, pero estos eran demasiado lentos y los alemanes desaparecieron de nuevo en la niebla.
Beatty recibió la noticia de que Warrender había avistado los barcos y supuso que los cruceros de batalla estarían siguiendo a las embarcaciones más ligeras. Abandonó la salida norte del campo minado y se dirigió al este y luego al sur, intentando posicionar sus barcos para alcanzar a los cruceros de batalla alemanes, en caso de que se desviaran de los acorazados británicos, más lentos. Hipper intentó inicialmente alcanzar a sus cruceros y acudir en su ayuda, pero cuando informaron de la presencia de acorazados británicos al sur y de que se habían desviado, viró al norte para evitarlos. Warrender, al darse cuenta de que ningún crucero de batalla había aparecido en su dirección, se dirigió al norte, pero no se produjeron avistamientos. El SMS Kolberg, dañado en el ataque y rezagado, vio el humo de sus barcos, pero no fue localizado; Hipper escapó. Con retraso, el Almirantazgo interceptó señales de la Flota de Alta Mar en Heligoland cuando regresaba a puerto y advirtió a los buques británicos de la salida de la flota alemana. Jellicoe, con la Gran Flota, continuó la búsqueda el 17 de diciembre para enfrentarse a la Flota de Alta Mar, pero esta se encontraba a resguardo en puerto. Los submarinos de Keyes habían sido enviados a buscar a los buques alemanes que regresaban y también fracasaron, aunque el HMS E11 disparó un torpedo contra el SMS Posen, que falló. El Almirantazgo ordenó a Keyes que tomara sus dos destructores e intentara torpedear al buque de Hipper cuando regresara a puerto alrededor de las 02:00; Keyes lo había considerado y quería intentarlo, pero el mensaje se retrasó y no le llegó hasta que fue demasiado tarde.

## Consecuencias

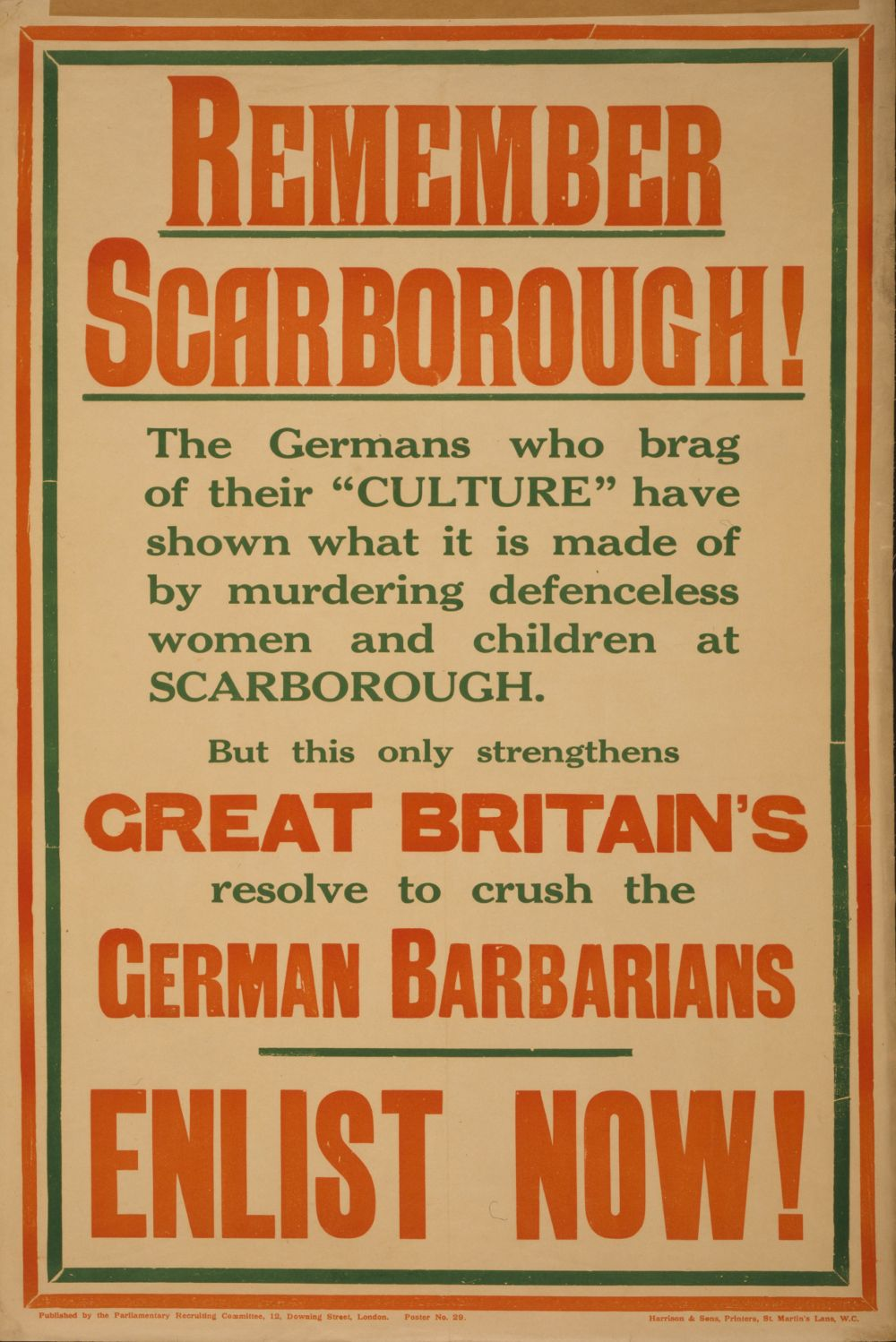
Cartel británico invitando al alistamiento contra «los bárbaros germanos».

El ataque causó un gran revuelo en el Reino Unido, convirtiéndose en un grito de guerra contra Alemania por su ataque a civiles y en críticas la Marina Real Británica por no haberlo previsto. El ataque se convirtió en parte de una campaña de propaganda británica; la frase «Recuerden Scarborough» se usó en carteles de reclutamiento del ejército y editoriales en la América neutral lo condenaron: «Esto no es guerra, es asesinato». Al principio, la culpa de que los cruceros ligeros se desprendieran de los buques alemanes recayó sobre el comandante Goodenough, pero la acción contradecía su historial. Finalmente, la culpa recayó en las señales confusas, redactadas por el teniente comandante Ralph Seymour, quien permaneció como oficial de bandera de Beatty, cometiendo errores costosos similares en la Batalla del Banco Dogger y en la batalla de Jutlandia. Se promulgó una orden a los capitanes para que verificaran cualquier orden de desprendimiento si se encontraban en una posición ventajosa.
La Hochseeflotte no logró enfrentarse a las escuadras británicas inferiores en el Banco Dogger, y los británicos casi iniciaron una persecución contra la flota alemana, incluso después de que esta se hubiera alejado. Por casualidad, los británicos retrocedieron y Hipper escapó de las dos fuerzas que lo acechaban. Jellicoe decidió que toda la Gran Flota participaría desde el principio en operaciones similares, y los cruceros de batalla se trasladaron a Rosyth para mejor su ubicación. El Káiser reprendió a sus almirantes por no haber aprovechado una oportunidad, pero no modificó las órdenes que restringían la flota, las cuales fueron en gran medida responsables de las decisiones de Ingenohl.
En 2010, el arqueólogo Bob Clarke, residente de Scarborough, escribió que, en aquella época, Scarborough figuraba en la literatura marítima como una ciudad defendida, debido principalmente al emplazamiento del castillo. La ciudad contaba con tres estaciones de radio, además de nueva tecnología en la organización de la flota británica. Los patrones de los proyectiles sugieren que estos fueron los objetivos del ataque del 16 de diciembre de 1914, no civiles, como se informó entonces y desde entonces.

### Víctimas
Los barcos alemanes dispararon 1150 proyectiles contra Hartlepool, impactando objetivos tales como la acería, la fábrica de gas, vías férreas, siete iglesias y 300 viviendas. La gente huyó de la ciudad por carretera e intentó hacerlo en tren; 86 civiles murieron y 424 resultaron heridos (122 muertos y 443 heridos según Arthur Marder en 1965). Siete soldados murieron y 14 resultaron heridos. La muerte del soldado Theophilus Jones de la Infantería Ligera de Durham, de 29 años, fue la primera muerte reportada de un soldado británico por acción enemiga en suelo británico en 200 años. Ocho marineros alemanes murieron y 12 resultaron heridos.

## Galería de fotos

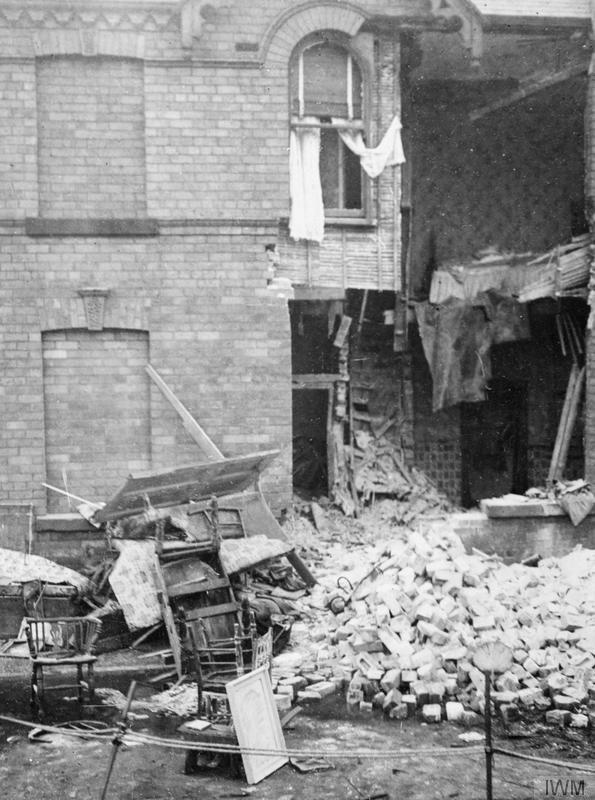
Cinco miembros de la familia Bennett resultaron fallecidos durante el ataque.
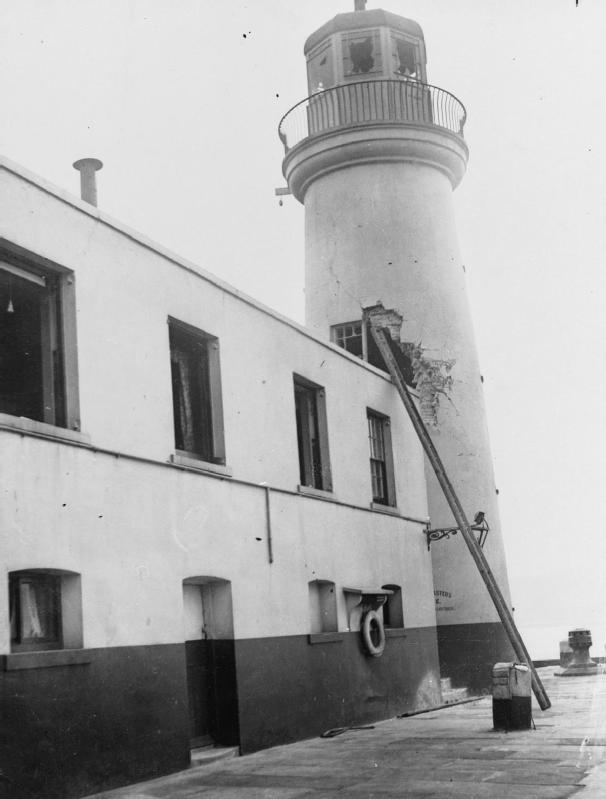
Faro dañado en Scarborough.
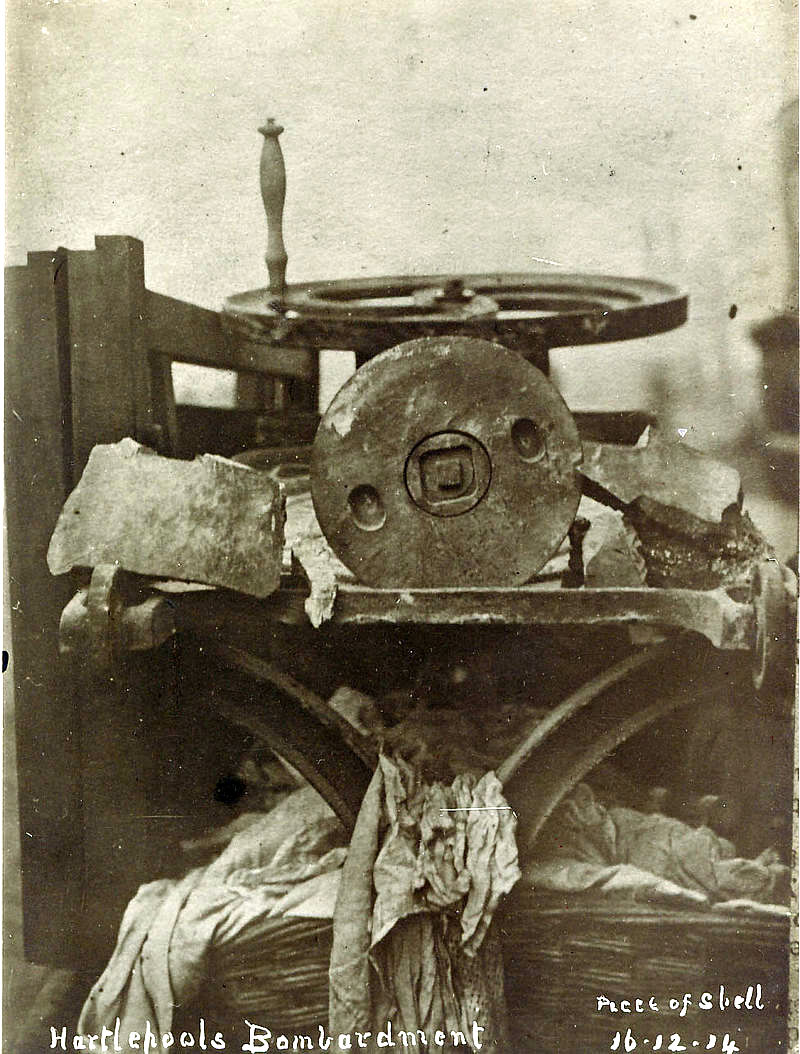
Fragmentos de obús tras el bombardeo.
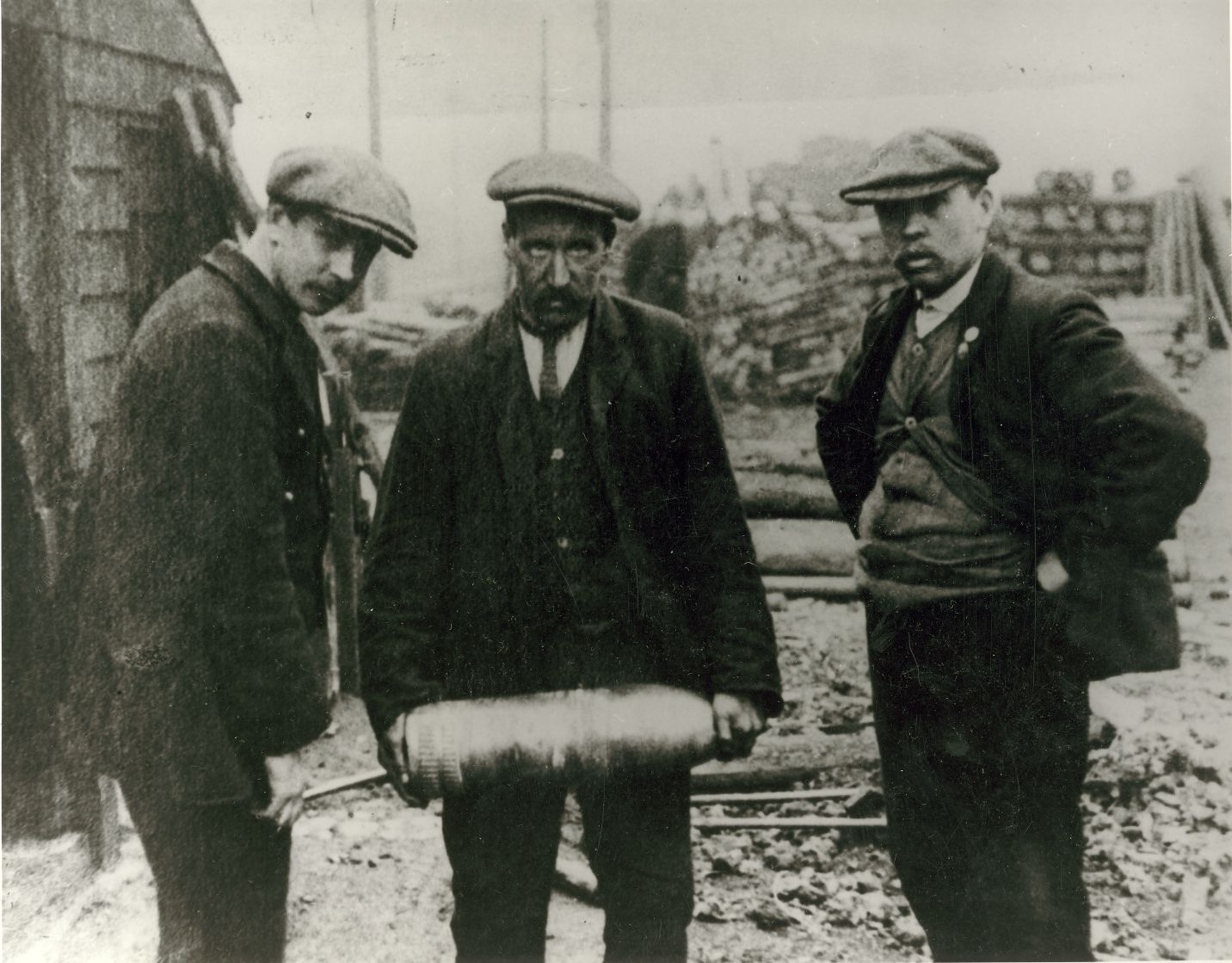
Obús sin detonar encontrado.
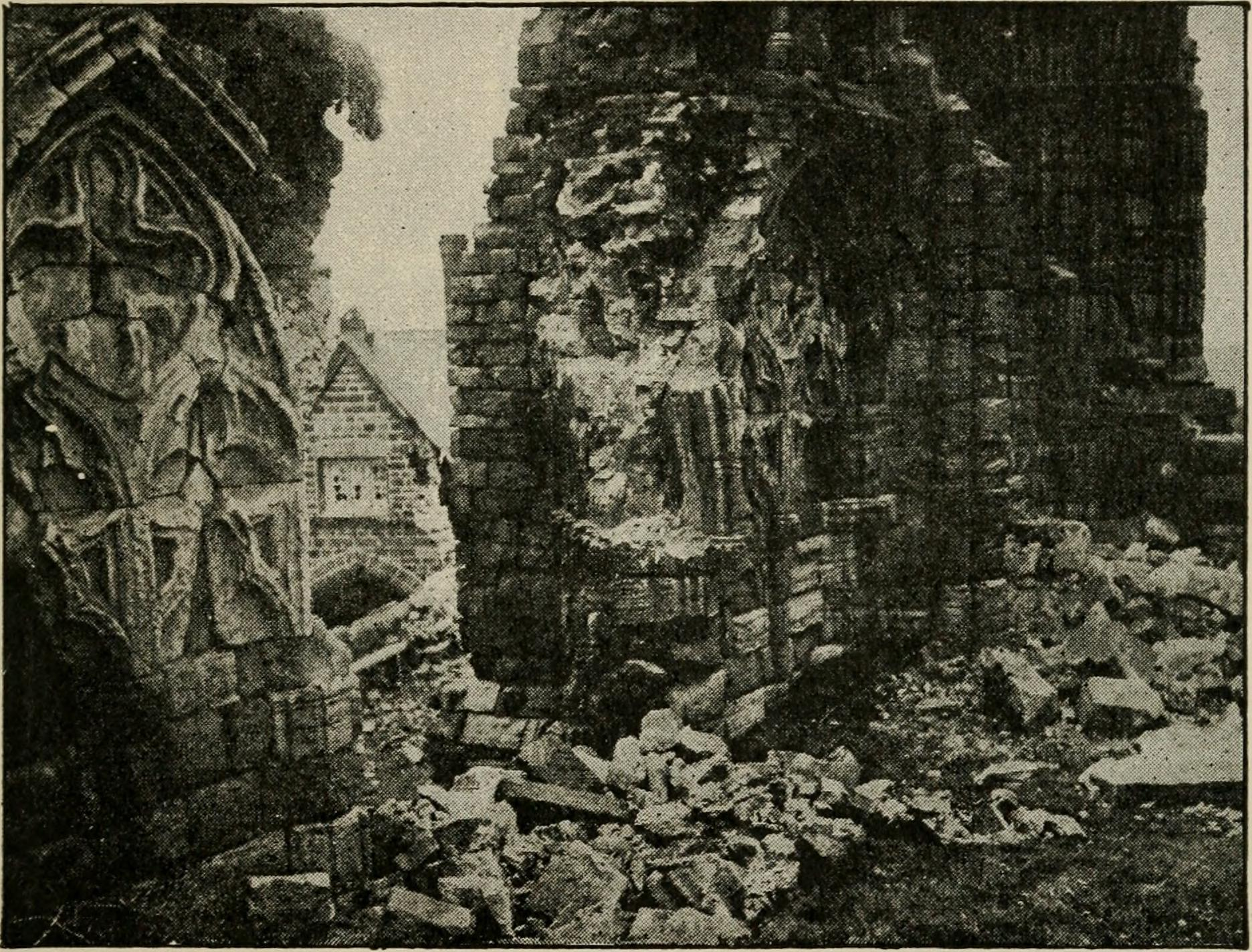
Daños en la ya en ruinas abadía de Whitby.
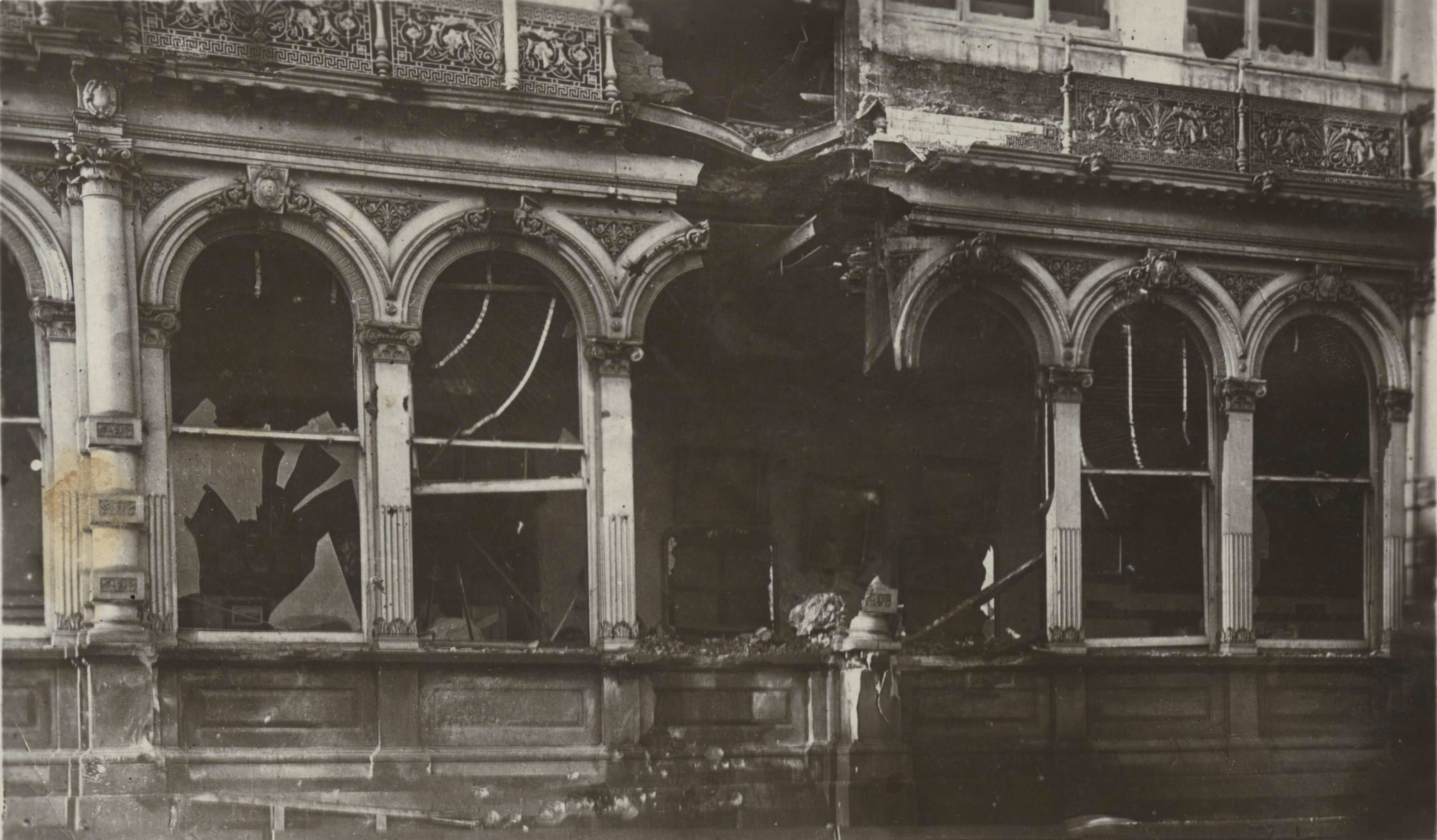
Daños en el Grand Hotel en Scarborough.
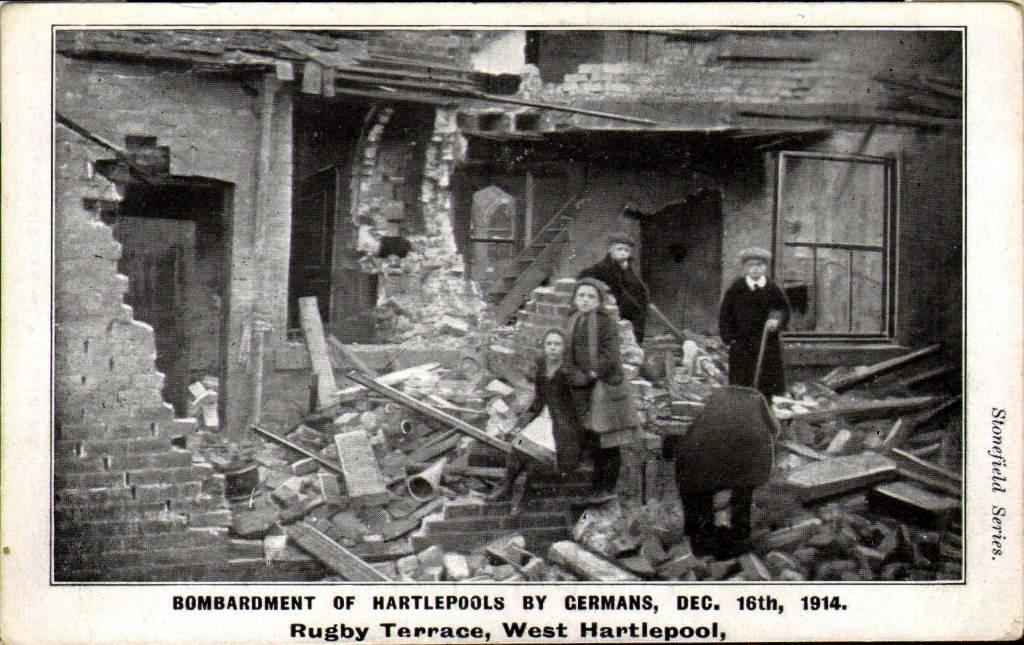
Casa afectada en Rugby Terrace.
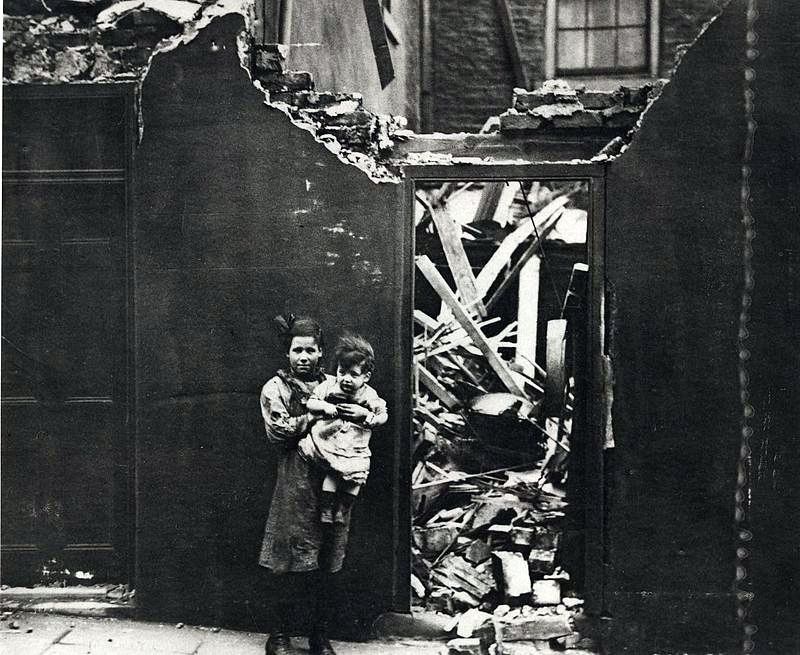
Casa afectada en Sussex Street.
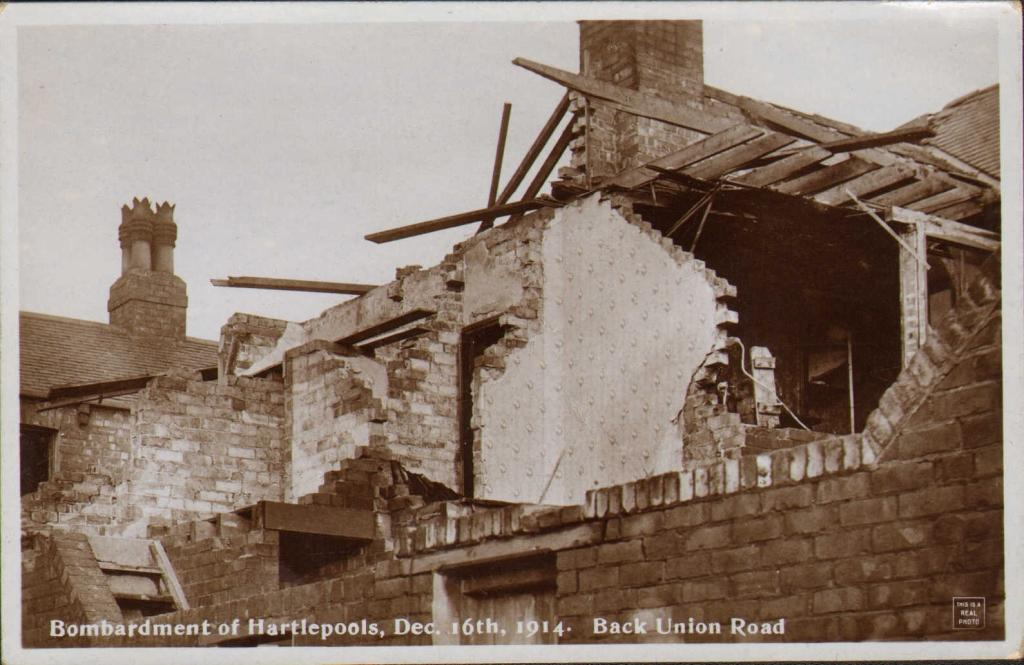
Casa afectada en Union Road.
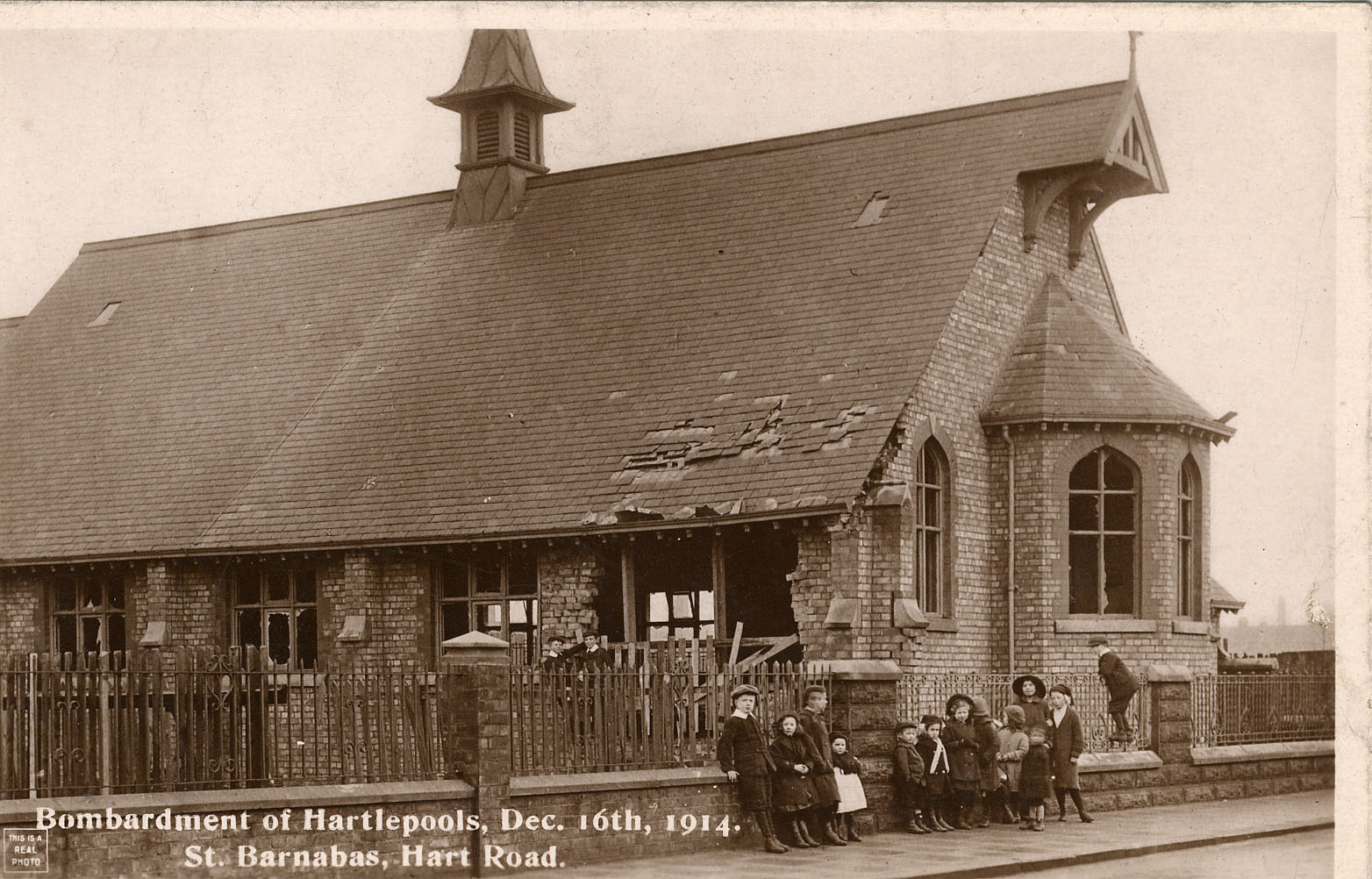
Daños en la igleia de St. Barnabas.
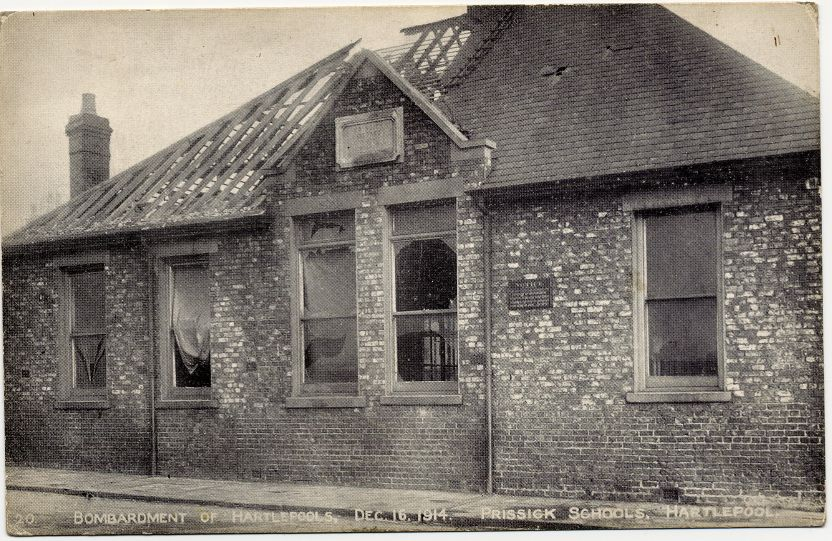
Daños en las escuelas Prissick.